# La Posta, Hidalgo
La Posta är en ort i Mexiko.   Den ligger i kommunen Tizayuca och delstaten Hidalgo, i den sydöstra delen av landet, 50 km norr om huvudstaden Mexico City. La Posta ligger 2 307 meter över havet och antalet invånare är 212.
Terrängen runt La Posta är huvudsakligen platt, men söderut är den kuperad. Runt La Posta är det ganska tätbefolkat, med 199 invånare per kvadratkilometer. Närmaste större samhälle är Ojo de Agua, 19,9 km söder om La Posta. Trakten runt La Posta består till största delen av jordbruksmark.